# Tomorrow Is Yesterday
"Tomorrow Is Yesterday" é o décimo nono episódio da primeira temporada da série de ficção científica Star Trek, que foi ao ar em 26 de janeiro de 1967 pela NBC. O episódio foi escrito por D. C. Fontana e dirigido por Michael O'Herlihy.
No enredo, a tripulação da Enterprise viaja até 1969 na Terra e devem consertar os danos a linha do tempo.

## Enredo
Na data estelar 3113.2, a nave estelar USS Enterprise é jogada no tempo até 1969 na Terra peos efeitos de uma estrela negra. A nave fica em uma posição suborbital da atmosfera terrestre, sendo captada como um OVNI em um radar militar.
A Base Aérea de Offutt em Omaha, Nebraska, envia um F-104 Starfighter, pilotado pelo Capitão John Christopher, para identificar a nave. O piloto recebe ordens para impedir que a Enterprise escape antes que reforços cheguem, e Kirk é forçado a tomar atitudes defensivas. A nave estelar emite um raio trator em direção ao jato, porém acidentemente a parte ao meio. Agindo de forma rápida, Kirk ordena que o piloto seja transportado para a Enterprise.
Christopher primeiramente fica confuso, porém rapidamente fica maravilhado com o futuro. Um problema rapidamente surge, retornar o piloto do século XX com conhecimentos do século XXIII pode contaminar o futuro. Kirk primeiramente decide levá-lo para o futuro com eles, porém acaba descobrindo que seu filho ainda não nascido, Sean Jeffrey Christopher, irá liderar uma importante missão terrestre em direção a Saturno. Agora eles devem de alguma forma retornar Christopher para a Terra sem nenhum conhecimento sobre a Enterprise.
Outro problema foi que Christopher tiou fotografias da Enterprise, que podem ter sido recuperadas pela Força Aérea, podendo também alterar a história. Kirk e Sulu se transportam para a base para procurar e recuperar as fotos. Ao encontrarem os filmes, um segurança entra e os prende, forçando os dois a entregarem suas armas e comunicadores.
Enquanto isso, abordo da Enterprise, Spock contata Kirk para verificar seu progresso. Quando o segurança "atende" o comunicador, ele acidentalmente ativa um sinal de emergência para a nave, sendo transportado para a Enterprise, congelado em estado de choque. Eles decidem confiná-lo na sala do transporte para limitar sua exposição.
Kirk e Sulu continuam a procurar outras evidencias de sua intrusão no tempo. Sulu consegue localizar os arquivos e retorna para a nave enquanto Kirk cria uma distração enquanto mais seguranças chegam. Kirk é capturado e levado para interrogatório.
Spock, com a ajuda de Christopher, sem transporta para a base para resgatar Kirk. Eles subjulgam os guardas que estavam com Kirk e se preparam paa retornar a Enterprise, porém Christopher consegue uma arma, exigindo ficar para trás. Felizmente, Spock, antecipando tao ação, chega por de trás dele e o deixa inconsciente com um toque neural vulcano. Todos retornam para a nave.
Spock e Scotty informam Kirk sobre seu plano para voltar ao século XXIII. Ele irão usar um efeito de estilingue ao redor do Sol, na teoria, o tempo vai voltar enquanto eles enfrentam a gravidade da estrela, depois, quando a nave se soltar, o tempo vai viajar rapidamente para frente. Com uma navegação precisa, a teoria pode funcionar; porém, frear em um problema, já que qualquer erro pode destruir a nave ou fazê-los chegarem em outro período da história.
A Enterprise inicia o efeito estilingue. Enquanto a nave volta no tempo, Kirk transporta Christopher de volta para seu jato no instante quando ele avista a Enterprise, vendo apenas um relance do "OVNI", e o avistamento é apagado da história. O segurança também é retornado para o seu tempo, pouco antes dele ver Kirk e Sulu. A Enterprise volta com sucesso para o século XXIII.

## Produção
Este episódio originalmente foi concebido como um episódio em duas partes com "The Naked Time". Quando o final de "The Naked Time" foi revisado para ele se tornar um episódio autônomo, "Tomorrow Is Yesterday" foi revisado para também se tornar um autônomo.
O produtor associado Robert H. Justman criou a ideia original da história, entregando-a para Dorothy C. Fontana escrever o roteiro. Justman não recebeu nunhum crédito nem pagamento, enquanto que o agente de Roddenberry cobrava do estúdio até US$ 3.000 por suas histórias e reescritas.

## Remasterização
Este episódio foi remasterizado em 2006 e foi ao ar em 5 de maio de 2007 como parte da remasterização de 40 anos da série original. Ele foi precedido na semana anterior por "A Piece of the Action" e sucedido na semana seguinte por "Errand of Mercy". Além da remasterização de áudio e vídeo, e das animações computadorizadas da Enterprise que são padrão em todas as revisões, mudanças específicas para o episódio incluem:
- Várias tomadas exteriores da Enterprise, tanto na atmosfera da Terra quanto em órbita, foram melhoradas com mais nuvens e paisagens, incluindo a presença da Lua. De acordo com Michael Okuda, muitas das imagens da Terra que foram usadas na remasterização foram tiradas do Ônibus Espacial e da Estação Espacial Internacional.[4]
- As tomadas exteriores do F-104 foram melhoradas. A Enterprise pode agora ser vista através da cabine.
- O cronometro da ponte foi alterado para ficar igual a aquele de "The Naked Time".
- A sequência do "estilingue temporal" foi alterada para ficar semelhante a mesma sequência de Star Trek IV: The Voyage Home, mostrando a Enterprise viajando em direção ao Sol e ao seu redor.

## Recepção
Zack Handlen da The A.V. Club deu ao episódio uma nota "B-", descrevendo as cenas passadas no "presente" como "decentemente escritas [porém] muito maçantes", porém ele também notou que os argumentos de Spock sobre a presença da Enterprise são "bem consideradas".